# Antonio Tamburini (kierowca)
Antonio Tamburini (ur. 15 września 1966 w Arezza) – włoski kierowca wyścigowy.

## Kariera
Tamburini rozpoczął karierę w wyścigach samochodowych w 1986 roku od startów we  Włoskiej Formule 3, gdzie jednak nie zdobywał punktów. Trzy lata później w tej serii był już wicemistrzem. W późniejszych latach pojawiał się także w stawce Grand Prix Monako Formuły 3, Grand Prix Makau, Europejskiego Pucharu Formuły 3, Brytyjskiej Formuły 2000, Italian Touring Car Championship, Formuły 3000, Italian Super Touring Car Championship, FIA Touring Car World Cup, Campionato Italiano Velocita Turismo oraz Spanish Touring Car Championship.
W Formule 3000 Włoch startował w latach 1990-1991, 1993. W pierwszym sezonie startów w ciągu dziesięciu wyścigów, w których wystartował, uzbierał łącznie sześć punktów. Dało mu to trzynaste miejsce w klasyfikacji generalnej. Rok później Tamburini dwukrotnie stawał na podium, a raz na jego najwyższym stopniu. Uzbierane 22 punkty dały mu czwarte miejsce w końcowej klasyfikacji kierowców. W 1993 roku nie zdobywał już punktów.